# Otomops wroughtoni
Otomops wroughtoni е вид бозайник от семейство Булдогови прилепи (Molossidae).

## Разпространение
Видът е разпространен в Индия и Камбоджа.